# Listă de filme americane de comedie
Aceasta este o listă de filme americane de comedie: 

## Scurtmetraje

### Anii  1890
1894
- Fred Ott's Sneeze

1895
- Chinese Laundry Scene, cunoscut și ca Robetta and Doretto, No. 2[1]
- Robetta and Doretto, No. 1[2]
- Robetta and Doretto, No. 3[3]

1896
- Gardener Watering Plants[4]
- Interrupted Lover[5]

1897
- In a Chinese Laundry[6]
- The Milker's Mishap
- New Pillow Fight
- Young America

1898
- The Dude's Experience with a Girl on a Tandem
- The Inquisitive Girls[7]
- Little Willie and the Minister[8]
- The Minister's Wooing[9]
- A Narrow Escape[10]
- The Nearsighted School Teacher
- The Old Maid and the Burglar[11]

1899
- Armor vs. Armour[12]
- An Exciting Finish[13]

### Anii  1900
1900
- Above the Limit
- The Burglar-Proof Bed[14]
- Clowns Spinning Hats
- The Enchanted Drawing
- I Had to Leave a Happy Home for You[15]

1901
- Another Job for the Undertaker
- Boxing in Barrels
- A Joke on Grandma[16]
- What Happened on Twenty-third Street, New York City

1903
- I Want My Dinner[17]
- The Magical Tramp[18]

1905
- Everybody Works but Father
- The Little Train Robbery
- Raffles the Dog[19]

1906
- Dr. Dippy's Sanitarium[20]
- Humorous Phases of Funny Faces

1907
- College Chums[21]

1908
- Balked at the Altar
- A Calamitous Elopement[22]
- The Painter's Revenge[23]
- The Taming of the Shrew
- The Thieving Hand

1909
- Ben's Kid
- Cohen at Coney Island[24]
- The Curtain Pole
- Making It Pleasant for Him
- Mr. Flip
- Mrs. Jones' Birthday
- The New Cop[25]
- Tag Day[26]
- Those Awful Hats

### Anii 1910
1910
- Davy Jones and Captain Bragg, regizat de George D. Baker[27]
- Making a Man of Him[28]

1911
- Money to Burn, de Edwin S. Porter[29]

1912
- Making a Man of Her, regizat de Al Christie[30]
- A Near-Tragedy, regizat de Mack Sennett[31]
- The New Neighbor, regizat de Mack Sennett[32]
- O'Brien's Busy Day, regizat de Otis Turner[33]

1913
- Nursery Favorites[34]

1914
- Between Showers
- A Busy Day
- Kid Auto Races at Venice
- "Cruel, Cruel Love"
- "A Film Johnnie"
- "The Good for Nothing"
- "Recreation (film)"
- "The Knockout"
- "Between Showers"
- Making a Living
- The New Janitor
- Twenty Minutes of Love

1915
- "Work (1915)"
- "A Night Out (1915 film)"
- "Hot Finish"
- Fatty's Tintype Tangle
- A Night in the Show
- Ragtime Snap Shots
- The Tramp
- A Woman

1916
- American Aristocracy
- Behind the Screen
- The Fireman
- The Floorwalker
- The Pawnshop
- The Vagabond

1917
- The Adventurer
- Back Stage
- Easy Street
- The Immigrant

1918
- "Triple Trouble"
- The Cook
- Fireman Save My Child
- Good Night, Nurse!
- O, It's Great to Be Crazy[35]

1919
- "A Day's Pleasure"
- "Sunnyside"
- Back Stage
- The Hayseed
- Hoot Mon!, regizat de Hal Roach, starring Stan Laurel[36]
- Hustling for Health

### Anii 1920
1920
- The Garage
- One Week

1921
- Among Those Present
- The Goat
- The Idle Class
- The Lucky Dog
- Never Weaken
- Now or Never

1922
- Cops
- Glad Bags
- Mixed Nuts
- Mud and Sand
- Our Gang - a long-running series of short films which began that year
- Pay Day

1923
- The Balloonatic
- Dogs of War
- Gas and Air
- Kill or Cure
- The Love Nest
- The Pilgrim
- A Powder Romance

1924
- Mother, Mother, Mother Pin a Rose on Me
- Portage Due
- Sherlock, Jr.
- Why Men Work

1925
- Dr. Pyckle and Mr. Pryde
- His Wooden Wedding
- Seven Chances

1926
- Bromo and Juliet
- Crazy like a Fox
- Dog Shy
- Mighty Like a Moose
- My Old Kentucky Home
- The Strong Man
- Tramp, Tramp, Tramp

1927
- Do Detectives Think?
- Fluttering Hearts
- Hats Off
- His First Flame
- Long Pants
- Love 'em and Weep

1928
- The Gallopin' Gaucho
- Limousine Love
- Pass the Gravy
- Plane Crazy
- Steamboat Willie
- Two Tars
- You're Darn Tootin'

1929
- Big Business
- Lambchops
- Unaccustomed As We Are

### Anii 1930
1930
- One Way Out
- Shivering Shakespeare
- Teacher's Pet

1931
- Beau Hunks
- Chickens Come Home
- Helpmates
- The House That Shadows Built
- Our Wife

1932
- County Hospital
- The Hollywood Handicap
- The Music Box
- Running Hollywood
- The Voice of Hollywood No, 13

1933
- Busy Bodies
- The Midnight Patrol
- Twice Two

1934
- Going Bye-Bye!
- Odor in the Court
- Punch Drunks
- Woman Haters

1935
- Pop Goes the Easel
- Thicker than Water
- Tit for Tat

1936
- Movie Maniacs

1937
1938
- Termites of 1938

1939
1940
- The Heckler
- The New Pupil

## Lungmetraje

### Anii  1910
1910
1911
1912
1913
1914
- Brewster's Millions
- A Golf Insect
- Tillie's Punctured Romance

1915
- A Black Sheep
- The Earl of Pawtucket

1916
- The Habit of Happiness

1917
- An Aerial Joy Ride
- The Poor Little Rich Girl
- Rebecca of Sunnybrook Farm

1918
- All Night
- Amarilly of Clothes-Line Alley
- Fair Enough
- Shoulder Arms

1919
- The Adventure Shop
- After His Own Heart
- Daddy-Long-Legs
- The Hoodlum

### Anii 1920
1920
- Easy to Get
- Life of the Party
- Pollyanna
- The Round-Up
- The Saphead
- Suds

1921
- Brewster's Millions
- Crazy to Marry
- The Dollar-a-Year Man
- Eden and Return
- The Fast Freight or Freight Prepaid or Via Fast Freight
- Gasoline Gus
- The Girl in the Taxi
- Humor Risk
- Keeping up with Lizzie
- The Kid
- Leap Year
- A Sailor-Made Man
- The Traveling Salesman

1922
- Don't Get Personal
- Dr. Jack
- Gay and Devilish
- Grandma's Boy
- The Ladder Jinx
- Red Hot Romance
- Up and at 'Em

1923
- The Near Lady
- Our Hospitality
- Safety Last!
- Souls for Sale
- Three Ages
- Why Worry?

1924
- Girl Shy
- Happiness
- Hot Water
- The Last Man on Earth
- Lover's Lane
- The Navigator

1925
- The Eagle
- The Freshman
- The Gold Rush

1926
- For Heaven's Sake
- The General
- The Strong Man
- Tramp, Tramp, Tramp

1927
- Fireman, Save My Child
- His First Flame
- The Kid Brother
- Long Pants
- Three's a Crowd

1928
- The Chaser
- The Circus
- A Girl in Every Port
- The Matinee Idol
- Show People
- Speedy
- Steamboat Bill, Jr.

1929
- The Cocoanuts
- The Hollywood Revue of 1929
- Jazz Heaven
- Navy Blues
- Rio Rita
- Street Girl
- Tanned Legs
- The Vagabond Lover
- The Very Idea
- Welcome Danger
- The Wild Party
- Words and Music

### Anii 1930
1930
- Animal Crackers
- Check and Double Check
- The Cuckoos
- Dixiana
- Feet First
- Half Shot at Sunrise
- He Knew Women
- Hook, Line & Sinker
- Leathernecking
- Lovin' the Ladies
- Queen High
- The Rogue Song
- The Runaway Bride
- She's My Weakness
- Sin Takes a Holiday
- Whoopee!
- A Woman Commands

1931
- Bachelor Apartment
- The Big Shot
- Caught Plastered
- City Lights
- Cracked Nuts
- Ever Since Eve
- Everything's Rosie
- Fanny Foley Herself
- The Front Page
- Girls Demand Excitement
- High Stakes
- Laugh and Get Rich
- Lonely Wives
- Monkey Business
- Peach O'Reno
- Platinum Blonde
- The Royal Bed
- The Runaround
- Sweepstakes
- The Tip-Off
- Too Many Cooks
- White Shoulders

1932
- The Animal Kingdom
- Fireman, Save My Child
- Girl Crazy
- The Half-Naked Truth
- Hold 'Em Jail
- Horse Feathers
- Ladies of the Jury
- Lady with a Past
- Little Orphan Annie
- Love Me Tonight
- Million Dollar Legs
- Movie Crazy
- The Penguin Pool Murder
- That's My Boy
- This Is the Night

1933
- Bed of Roses
- Blind Adventure
- Bombshell
- Christopher Bean
- Dinner at Eight
- Diplomaniacs
- Duck Soup
- Flying Down to Rio
- Goldie Gets Along
- Goodbye Love
- His Private Secretary
- I'm No Angel
- International House
- It's Great to Be Alive
- Melody Cruise
- Our Betters
- Professional Sweetheart
- Rafter Romance
- Sailor Be Good
- She Done Him Wrong
- So this is Africa
- Sons of the Desert
- Topaze

1934
- The Affairs of Cellini
- Babes in Toyland
- Bachelor Bait
- By Your Leave
- The Cat's-Paw
- Cockeyed Cavaliers
- The Dover Road
- Down to Their Last Yacht
- The Gay Divorcee
- Hips, Hips, Hooray!
- It Happened One Night
- It's a Gift
- Kentucky Kernels
- Lightning Strikes Twice
- The Meanest Gal in Town
- The Richest Girl in the World
- Sing and Like It
- Strictly Dynamite
- The Thin Man
- We're Rich Again

1935
- Another Face
- Captain Hurricane
- Enchanted April
- The Farmer Takes a Wife
- Hi, Gaucho!
- His Family Tree
- Hooray for Love
- Hot Tip
- I Dream Too Much
- In Person
- Laddie
- A Night at the Opera
- The Nitwits
- Paradise Canyon
- The Rainmakers
- Romance in Manhattan
- Ruggles of Red Gap
- Star of Midnight
- To Beat the Band
- Top Hat

1936
- The Bride Walks Out
- Bunker Bean
- Dancing Pirate
- The Ex-Mrs. Bradford
- The Farmer in the Dell
- Follow the Fleet
- Libeled Lady
- Love on a Bet
- Make Way for a Lady
- The Milky Way
- Modern Times
- Mr. Deeds Goes to Town
- Mummy's Boys
- My Man Godfrey
- Silly Billies
- Smartest Girl in Town
- Swing Time
- Sylvia Scarlett
- Theodora Goes Wild
- Walking on Air
- Wife vs. Secretary

1937
- All Over Town
- The Awful Truth
- The Big Shot
- Breakfast for Two
- A Damsel in Distress
- A Day at the Races
- Don't Tell the Wife
- Double Wedding
- Fight for Your Lady
- Fit for a King
- Forty Naughty Girls
- Hideaway
- High Flyers
- History Is Made At Night
- Hitting a New High
- The King and the Chorus Girl
- The Life of the Party
- Make a Wish
- Meet the Missus
- Music for Madame
- New Faces of 1937
- Nothing Sacred
- On Again, Off Again
- Quick Money
- Riding on Air
- Shall We Dance
- She's Got Everything
- Super-Sleuth
- That Girl from Paris
- There Goes the Groom
- There Goes My Girl
- They Wanted to Marry
- Too Many Wives
- Topper
- Way Out West
- We're on the Jury
- When's Your Birthday?
- Wise Girl
- You Can't Beat Love

1938
- The Affairs of Annabel
- The Amazing Dr. Clitterhouse
- Annabel Takes a Tour
- Blond Cheat
- Bringing Up Baby
- Carefree
- Crashing Hollywood
- Everybody's Doing It
- Go Chase Yourself
- Having Wonderful Time
- Joy of Living
- Love Finds Andy Hardy
- The Mad Miss Manton
- Maid's Night Out
- Mr. Doodle Kicks Off
- Next Time I Marry
- Night Spot
- Peck's Bad Boy with the Circus
- Professor Beware
- Radio City Revels
- Room Service
- A Slight Case of Murder
- This Marriage Business
- Vivacious Lady
- You Can't Take It with You

1939
- At the Circus
- Bachelor Mother
- The Cowboy Quarterback
- Dancing Co-Ed
- East Side of Heaven
- Escape to Paradise
- Fifth Avenue Girl
- The Flying Deuces
- The Girl from Mexico
- Honolulu
- It's a Wonderful World
- Mr. Smith Goes to Washington
- Ninotchka
- Topper Takes a Trip
- The Women

### Anii 1940
1940
- The Bank Dick
- The Ghost Breakers
- Go West
- The Great Dictator
- The Great McGinty
- His Girl Friday
- The Invisible Woman
- My Favorite Wife
- My Little Chickadee
- One Night in the Tropics
- The Philadelphia Story
- The Shop Around the Corner

1941
- Andy Hardy's Private Secretary
- Ball of Fire
- The Big Store
- The Bride Came C.O.D.
- Buck Privates
- The Devil and Miss Jones
- The Flame of New Orleans
- Here Comes Mr. Jordan
- The Lady Eve
- Las Vegas Nights
- Never Give a Sucker an Even Break
- Topper Returns
- Two-Faced Woman

1942
- Highways by Night
- The Man Who Came to Dinner
- A Night to Remember
- The Palm Beach Story
- Rio Rita
- Road to Morocco
- Ship Ahoy
- Tales of Manhattan
- The Talk of the Town
- There's One Born Every Minute
- To Be or Not to Be
- Woman of the Year
- You Were Never Lovelier

1943
- Crazy House
- DuBarry Was a Lady
- Government Girl
- Heaven Can Wait
- Hello, Frisco, Hello
- Hit the Ice
- I Dood It
- A Lady Takes a Chance
- The More the Merrier
- Mr. Lucky
- Slightly Dangerous
- They Got Me Covered
- Thousands Cheer
- Two Weeks to Live
- Whistling in Brooklyn

1944
- Arsenic and Old Lace
- Hail the Conquering Hero
- Lady in the Dark
- The Miracle of Morgan's Creek
- Private Hargrove
- Sensations of 1945
- Standing Room Only

1945
- Along Came Jones
- The Bullfighters
- Eadie was A Lady
- The Horn Blows at Midnight
- Lady on a Train
- Scared Stiff

1946
- Angel on My Shoulder
- The Great Morgan
- Little Giant
- Lover Come Back
- Monsieur Beaucaire
- A Night in Casablanca
- The Time of Their Lives
- Vacation in Reno
- Without Reservations

1947
- The Bachelor and the Bobby-Soxer (AKA Bachelor Knight)
- Buck Privates Come Home
- Christmas Eve
- The Egg and I
- The Farmer's Daughter
- Magic Town
- Miracle on 34th Street
- Monsieur Verdoux
- Road to Rio
- The Sin of Harold Diddlebock
- Suddenly, It's Spring
- The Voice of the Turtle
- Where There's Life

1948
- Abbott and Costello Meet Frankenstein
- The Emperor Waltz
- A Foreign Affair
- June Bride
- Mr. Blandings Builds His Dream House
- The Noose Hangs High
- The Paleface
- Sitting Pretty
- Variety Time

1949
- Adam's Rib
- Africa Screams
- Holiday Affair
- I Was a Male War Bride
- It's a Great Feeling
- My Friend Irma

### Anii 1950
1950
- Abbott and Costello in the Foreign Legion
- Born Yesterday
- Champagne for Caesar
- Cheaper by the Dozen
- Duchess of Idaho
- Father of the Bride
- The Great Rupert
- Harvey
- The Jackpot
- Key to the City
- Love Happy
- My Friend Irma Goes West
- Two Weeks with Love
- The West Point Story

1951
- Abbott and Costello Meet the Invisible Man
- An American in Paris
- Angels in the Outfield
- Comin' Round the Mountain
- Double Dynamite
- Father's Little Dividend
- Half Angel
- My Favorite Spy

1952
- Abbott and Costello Meet Captain Kidd
- Bela Lugosi Meets a Brooklyn Gorilla
- A Girl in Every Port
- Jumping Jacks
- Lost in Alaska
- Monkey Business
- Road to Bali
- Singin' in the Rain
- Son of Paleface

1953
- Abbott and Costello Go to Mars
- Abbott and Costello Meet Dr. Jekyll and Mr. Hyde
- The Affairs of Dobie Gillis
- The Band Wagon
- The Caddy
- The Girls of Pleasure Island
- How to Marry a Millionaire
- It Happens Every Thursday
- The Moon Is Blue
- Roman Holiday
- Scared Stiff

1954
- Casanova's Big Night
- Fireman, Save My Child
- It Should Happen to You
- Knock on Wood
- Sabrina

1955
- Abbott and Costello Meet the Mummy
- Mister Roberts
- My Sister Eileen
- The Seven Year Itch
- The Trouble with Harry

1956
- Bus Stop
- The Court Jester
- Forever, Darling
- The Girl Can't Help It
- Hollywood or Bust
- Our Miss Brooks
- Pardners
- The Teahouse of the August Moon

1957
- The Delicate Delinquent
- Funny Face
- The Girl Most Likely
- Joe Butterfly
- Love in the Afternoon
- Sayonara
- Will Success Spoil Rock Hunter?

1958
- Auntie Mame
- Houseboat
- The Matchmaker
- Paris Holiday
- Teacher's Pet
- The Tunnel of Love

1959
- Alias Jesse James
- A Bucket of Blood
- Have Rocket, Will Travel
- Pillow Talk
- The Shaggy Dog
- Some Like It Hot

### Anii 1960
1960
- The Apartment
- The Bellboy
- Cinderfella
- It Started in Naples
- The Little Shop of Horrors
- North to Alaska
- Ocean's Eleven
- Where the Boys Are

1961
- The Absent-Minded Professor
- All Hands on Deck
- Bachelor in Paradise (film)
- Blue Hawaii
- Breakfast at Tiffany's
- Come September
- Cry for Happy
- The Errand Boy
- Everything's Ducky
- Gidget Goes Hawaiian
- The Happy Thieves
- The Ladies Man
- Lover Come Back
- One Hundred and One Dalmatians
- One, Two, Three
- The Parent Trap
- Pocketful of Miracles
- Snow White and the Three Stooges

1962
- Boy's Night Out
- Girls! Girls! Girls!
- Hatari!
- Mr. Hobbs Takes a Vacation
- The Horizontal Lieutenant
- The Road to Hong Kong
- The Three Stooges in Orbit
- The Three Stooges Meet Hercules

1963
- The Courtship of Eddie's Father
- Donovan's Reef
- Fun in Acapulco
- It's a Mad, Mad, Mad, Mad World
- McLintock!
- The Nutty Professor
- The Pink Panther
- Spencer's Mountain
- The Three Stooges Go Around the World in a Daze

1964
- A Shot in the Dark
- The Americanization of Emily
- The Brass Bottle
- Dear Heart
- The Disorderly Orderly
- Ensign Pulver
- Good Neighbor Sam
- Kiss Me, Stupid
- Mary Poppins
- My Fair Lady
- The Patsy
- Send Me No Flowers
- The World of Henry Orient

1965
- Beach Blanket Bingo
- Boeing Boeing
- Cat Ballou
- Dear Brigitte
- The Family Jewels
- The Great Race
- The Hallelujah Trail
- Harum Scarum
- How to Murder Your Wife
- Love and Kisses
- The Outlaws IS Coming
- The Sound of Music
- Tickle Me
- What's New, Pussycat?

1966
- Boy, Did I Get a Wrong Number!
- Follow Me, Boys!
- The Fortune Cookie
- Frankie and Johnny
- The Ghost and Mr. Chicken
- Murderers' Row
- Our Man Flint
- Paradise, Hawaiian Style
- The Russians Are Coming, the Russians Are Coming
- The Silencers
- Spinout
- The Trouble with Angels (film)
- Walk Don't Run
- Way...Way Out
- What's Up, Tiger Lily?

1967
- The Ambushers
- Barefoot in the Park
- The Big Mouth
- David Holzman's Diary
- Don't Make Waves
- The Graduate
- Guess Who's Coming to Dinner
- The Happening
- The Jungle Book
- Luv
- Mars Needs Women
- The President's Analyst
- The Reluctant Astronaut

1968
- Don't Raise the Bridge, Lower the River
- Funny Girl
- Greetings
- Inspector Clouseau
- Live a Little, Love a Little
- The Odd Couple
- The Party
- The Producers
- The Secret War of Harry Frigg
- The Shakiest Gun in the West
- Skidoo
- Stay Away, Joe
- Where Angels Go, Trouble Follows

1969
- Angel in My Pocket
- The April Fools
- Bob & Carol & Ted & Alice
- Cactus Flower
- Change of Habit
- Don't Drink the Water
- Hello, Dolly!
- Putney Swope
- The Reivers
- Support Your Local Sheriff!
- Take the Money and Run
- The Trouble with Girls
- The Wrecking Crew

### Anii 1970
1970
- The Aristocats
- Catch-22
- The Cheyenne Social Club
- The Computer Wore Tennis Shoes
- Hi, Mom!
- MASH
- Myra Breckinridge
- The Out-of-Towners
- Start the Revolution Without Me
- There Was a Crooked Man...
- Which Way to the Front?

1971
- 200 Motels
- B.S. I Love You
- Bananas
- The Barefoot Executive
- Carnal Knowledge
- Happy Birthday, Wanda June
- Harold and Maude
- The Hospital
- They Might Be Giants (film)
- A New Leaf
- Support Your Local Gunfighter!
- Who Is Harry Kellerman and Why Is He Saying Those Terrible Things About Me?

1972
- Another Nice Mess
- Avanti!
- Everything You Always Wanted to Know About Sex* (*But Were Afraid to Ask)
- Fritz the Cat
- The Heartbreak Kid
- Now You See Him, Now You Don't
- Pink Flamingos
- Play It Again, Sam
- What's Up, Doc?

1973
- American Graffiti
- Cops and Robbers
- Five on the Black Hand Side
- The Last Detail
- Paper Moon
- Sleeper
- The Sting

1974
- Blazing Saddles
- Dark Star
- Down and Dirty Duck
- Flesh Gordon
- Ginger in the Morning
- The Groove Tube
- Harry and Tonto
- Herbie Rides Again
- The Longest Yard
- The Nine Lives of Fritz the Cat
- Phantom of the Paradise
- The Thorn
- Uptown Saturday Night
- Young Frankenstein

1975
- The Adventure of Sherlock Holmes' Smarter Brother
- The Apple Dumpling Gang
- The Fortune
- Love and Death
- Rooster Cogburn
- Shampoo
- The Strongest Man in the World
- The Sunshine Boys

1976
- The Bad News Bears
- The Big Bus
- Cannonball
- Car Wash
- Chesty Anderson, USN
- Family Plot
- The Gumball Rally
- Gus
- Murder by Death
- Nickelodeon
- The Shaggy D.A.
- Silent Movie
- Silver Streak
- Tunnel Vision

1977
- Annie Hall
- The Bad News Bears in Breaking Training
- Candleshoe
- Grand Theft Auto
- Handle With Care
- Herbie Goes to Monte Carlo
- Heroes
- High Anxiety
- The Kentucky Fried Movie
- The Last Remake of Beau Geste
- The Many Adventures of Winnie the Pooh
- Oh, God!
- A Piece of the Action
- Smokey and the Bandit

1978
- Animal House
- The Bad News Bears Go to Japan
- California Suite
- The Cat from Outer Space
- Corvette Summer
- The End
- Every Which Way But Loose
- Girlfriends
- Goin' South
- Heaven Can Wait
- Hooper
- Hot Lead and Cold Feet
- National Lampoon's Animal House
- Rabbit Test
- Sextette
- Up in Smoke
- A Wedding

1979
- 10
- 1941
- Americathon
- The Apple Dumpling Gang Rides Again
- Being There
- Breaking Away
- The Frisco Kid
- The In-Laws
- The Jerk
- The Main Event
- Manhattan
- The Muppet Movie
- The North Avenue Irregulars
- Real Life
- Rock 'n' Roll High School
- Starting Over
- The Villain

### 1980
| - 9 to 5 - Airplane! - Any Which Way You Can - The Blues Brothers - Caddyshack - Can't Stop the Music - Cheech & Chong's Next Movie - Foolin' Around - Galaxina - Hopscotch - How to Beat the High Co$t of Living - The Last Married Couple in America - Little Darlings | - Melvin and Howard - Midnight Madness - The Nude Bomb - Popeye - Private Benjamin - The Private Eyes - Seems Like Old Times - Serial - Smokey and the Bandit II - Stardust Memories - Stir Crazy - The Stunt Man - Up the Academy - Used Cars |

### 1981
| - All Night Long - Arthur - Cannonball Run - Carbon Copy - Caveman - Hardly Working - The History of the World Part 1 | - The Incredible Shrinking Woman - Modern Problems - Private Lessons - Stripes - Take This Job and Shove It - Under the Rainbow |

### 1982
| - 48 Hrs. - Airplane II: The Sequel - Creepshow - Dead Men Don't Wear Plaid - Diner - Eating Raoul - Fast Times at Ridgemont High - It Came from Hollywood - Jinxed! - My Favorite Year | - Night Shift - Pandemonium - Porky's - They Call Me Bruce? - Tootsie - The Toy - Trail of the Pink Panther - The World According to Garp - Zapped! |

### 1983
| - A Christmas Story - Curse of the Pink Panther - D.C. Cab - Deal of the Century - Doctor Detroit - Losin' It - The Man Who Loved Women - The Man With Two Brains - Mr. Mom | - National Lampoon's Vacation - Reuben, Reuben - Risky Business - Smokey and the Bandit Part 3 - To Be or Not to Be - Trading Places - Valley Girl - Zelig |

### 1984
| - All of Me - Bachelor Party - Beverly Hills Cop - Cannonball Run II - City Heat - Ghostbusters - The Ice Pirates - Irreconcilable Differences - Kidco - The Lonely Guy - Micki & Maude | - Nothing Lasts Forever - Police Academy - Repo Man - Revenge of the Nerds - Rhinestone - Sixteen Candles - Slapstick of Another Kind - Splash - Teachers - This Is Spinal Tap - Top Secret! - Up the Creek |

### 1985
| - Back to the Future - Better Off Dead - The Breakfast Club - Brewster's Millions - Clue - Cocoon - Fletch - Fraternity Vacation - Girls Just Want to Have Fun - The Goonies - Head Office - The Heavenly Kid - Into the Night - Just One of the Guys - Lost in America - Moving Violations | - Murphy's Romance - My Science Project - National Lampoon's European Vacation - Once Bitten - Pee-wee's Big Adventure - Police Academy 2: Their First Assignment - Porky's Revenge! - Private Resort - Prizzi's Honor - Real Genius - Remo Williams: The Adventure Begins - Secret Admirer - Spies Like Us - Summer Rental - Teen Wolf - Weird Science |

### 1986
| - Armed and Dangerous - Back to School - The Best of Times - Big Trouble in Little China - The Class of Nuke 'Em High - Club Paradise - Down and Out in Beverly Hills - Ferris Bueller's Day Off - The Golden Child - Gung Ho - Hannah and Her Sisters - Haunted Honeymoon - Howard the Duck - Modern Girls - The Money Pit | - Night of the Creeps - Nothing in Common - Odd Jobs - One Crazy Summer - One More Saturday Night - Peggy Sue Got Married - Police Academy 3: Back in Training - Ruthless People - Soul Man - Stewardess School - Tough Guys - ¡Three Amigos! - True Stories - Wildcats - Zeisters |

### 1987
| - Adventures in Babysitting - The Allnighter - Amazon Women on the Moon - Back to the Beach - Beverly Hills Cop II - Born in East L.A. - Broadcast News - Cherry 2000 - Eddie Murphy Raw - Ernest Goes to Camp - Good Morning, Vietnam - Hunk - Ishtar - Leonard Part 6 - Making Mr. Right - Moonstruck - Morgan Stewart's Coming Home - Munchies - Overboard | - Planes, Trains & Automobiles - Police Academy 4: Citizens on Patrol - The Princess Bride - Radio Days - Raising Arizona - Real Men - Rent-A-Cop - Revenge of the Nerds II: Nerds in Paradise - Roxanne - The Secret of My Success - Spaceballs - Summer School - Surrender - Teen Wolf Too - They Still Call Me Bruce - Three Men and a Baby - Three O'Clock High - The Witches of Eastwick |

### 1988
| - Arthur 2: On the Rocks - Beetlejuice - Big - Big Top Pee-wee - Bull Durham - Caddyshack II - Coming to America - Dangerous Curves - Dirty Rotten Scoundrels - Earth Girls Are Easy - Elvira, Mistress of the Dark - Ernest Saves Christmas - Feds - The Great Outdoors - Hairspray - Honey, I Shrunk the Kids - I'm Gonna Git You Sucka - Johnny Be Good | - Killer Klowns from Outer Space - License to Drive - Married to the Mob - Midnight Run - Moving - My Stepmother Is an Alien - The Naked Gun: From the Files of Police Squad! - Police Academy 5: Assignment Miami Beach - Punchline - Scrooged - She's Having a Baby - Switching Channels - Tapeheads - Twins - Vibes - Who Framed Roger Rabbit - Working Girl |

### 1989
| - Back to the Future Part II - Bill & Ted's Excellent Adventure - The Burbs - Cannibal Women in the Avocado Jungle of Death - Cookie - Dad - Dream a Little Dream - The Dream Team - Family Business - Flesh Gordon Meets the Cosmic Cheerleaders - Ghostbusters II - Girlfriend from Hell - Going Overboard - Harlem Nights - Honey, I Shrunk the Kids - Identity Crisis - K-9 - Let It Ride | - Look Who's Talking - Major League - National Lampoon's Christmas Vacation - Parenthood - Police Academy 6: City Under Siege - Roger & Me (documentary) - See No Evil, Hear No Evil - She's Out of Control - Skin Deep - True Love - Turner & Hooch - UHF - Uncle Buck - Vampire's Kiss - The War of the Roses - Weekend at Bernie's - When Harry Met Sally... - Who's Harry Crumb? |

### 1990
| - The Adventures of Ford Fairlane - Air America - Back to the Future Part III - The Bonfire of the Vanities - The Country Bears Down Under - Crazy People - Ernest Goes to Jail - Flashback - The Freshman - Home Alone - House Party - I Love You to Death - Joe Versus the Volcano - Kindergarten Cop | - A Man Called Sarge - Men at Work - Metropolitan - Ninja Academy - Pleasantville (film) - Postcards from the Edge - Pretty Woman - Problem Child - Pump Up the Volume - Quick Change - Repossessed - Uranus - Why Me? |

### 1991
| - The Addams Family - Another You - Bill & Ted's Bogus Journey - Career Opportunities - City Slickers - Defending Your Life - Delirious - Doc Hollywood - Don't Tell Mom the Babysitter's Dead - Drop Dead Fred - Dutch - Fast Getaway - Father of the Bride - Frankie and Johnny | - Hot Shots! - King Ralph - Life Stinks - The Naked Gun 2½: The Smell of Fear - Necessary Roughness - Oscar - Problem Child 2 - Rover Dangerfield - Sgt. Kabukiman N.Y.P.D. - Soapdish - Strictly Business - Talkin' Dirty After Dark - What About Bob? |

### 1992
| - 3 Ninjas - Beethoven - Boomerang - Boris and Natasha: The Movie - Brain Donors - Class Act - The Cutting Edge - Death Becomes Her - The Double 0 Kid - Encino Man - Hero - Home Alone 2: Lost in New York - Honey, I Blew Up the Kid - Honeymoon in Vegas | - Housesitter - Inside Monkey Zetterland - Kuffs - A League of Their Own - Love Potion No. 9 - Mo' Money - Mr. Baseball - My Cousin Vinny - Noises Off... - Revenge of the Nerds III: The Next Generation - Shakes the Clown - Sister Act - Stop! Or My Mom Will Shoot! - Toys - Wayne's World |

### 1993
| - Addams Family Values - Amos & Andrew - Another Stakeout - Beethoven's 2nd - Benny & Joon - The Beverly Hillbillies - Cannibal! The Musical - CB4 - Coneheads - Cool Runnings - Dave - Dazed and Confused - Dennis the Menace - Ernest Rides Again - Fatal Instinct - Freaked - Groundhog Day - Grumpy Old Men | - Heart and Souls - Hexed - Hocus Pocus - Hot Shots! Part Deux - Just One of the Girls - Last Action Hero - Loaded Weapon 1 - Made in America - Mrs. Doubtfire - My Boyfriend's Back - Robin Hood: Men in Tights - Sister Act 2: Back in the Habit - So I Married an Axe Murderer - Son in Law - Surf Ninjas - Wayne's World 2 - Weekend at Bernie's II |

### 1994
| - Ace Ventura: Pet Detective - Airheads - Angels in the Outfield - Baby's Day Out - Beverly Hills Cop III - Blank Check - Cabin Boy - Camp Nowhere - City Slickers II: The Legend of Curly's Gold - Clerks - The Cowboy Way - D2: The Mighty Ducks - Don't Drink the Water - Dumb and Dumber - Ed Wood - Fast Getaway II - Fear of a Black Hat - The Flintstones - Forrest Gump - Getting Even with Dad - Guarding Tess - Hail Caesar - The Inkwell - It Could Happen to You - Jimmy Hollywood | - Junior - The Lion King - Little Giants - The Little Rascals - A Low Down Dirty Shame - Major League II - The Mask - Maverick - Mixed Nuts - My Summer Story - Naked Gun 33⅓: The Final Insult - National Lampoon's Last Resort - PCU - Police Academy: Mission to Moscow - Reality Bites - The Ref - Revenge of the Nerds IV: Nerds in Love - Ri¢hie Ri¢h - The Santa Clause - The Stoned Age - Threesome - True Lies - Wagons East |

### 1995
| - Ace Ventura: When Nature Calls - Bad Boys - Billy Madison - The Brady Bunch Movie - A Bucket of Blood - Canadian Bacon - Clueless - Dracula: Dead and Loving It - Dream a Little Dream 2 - Empire Records - Father of the Bride Part II - Four Rooms - French Kiss - Friday - Get Shorty - Grumpier Old Men - Heavyweights | - Jeffrey - The Jerky Boys: The Movie - Jury Duty - A Kid in King Arthur's Court - Life 101 - Mallrats - Man of the House - National Lampoon's Senior Trip - Nine Months - Operation Dumbo Drop - Problem Child 3: Junior in Love - Showgirls - Theodore Rex - Tommy Boy - Toy Story - While You Were Sleeping |

### 1996
| - 101 Dalmatians - The Associate - Beautiful Girls - Beavis and Butt-Head Do America - Bio-Dome - The Birdcage - Black Sheep - The Cable Guy - Celtic Pride - Curdled - Don't Be a Menace to South Central While Drinking Your Juice in the Hood - Faithful - The First Wives Club - Flirting with Disaster - Happy Gilmore - High School High - House Arrest - I'm Not Rappaport - Jack - Jingle All the Way - Joe's Apartment | - Kingpin - Larger than Life - Mars Attacks! - Matilda - The Mirror Has Two Faces - Multiplicity - Muppet Treasure Island - My Fellow Americans - The Nutty Professor - The Pallbearer - Puddle Cruiser - Snowboard Academy - Space Jam - Spy Hard - Striptease - SubUrbia - Swingers - That Thing You Do! - A Thin Line Between Love and Hate - Tin Cup |

### 1997
| - As Good as It Gets - Austin Powers: International Man of Mystery - B*A*P*S - Beverly Hills Ninja - Bongwater - Booty Call - Breast Men - Chasing Amy - Def Jam's How to Be a Player - Fathers' Day - Fierce Creatures - Flubber - For Richer or Poorer - George of the Jungle - Gone Fishin' - Good Burger - Grosse Pointe Blank - Hercules - Home Alone 3 - Honey, We Shrunk Ourselves - In & Out - Jungle 2 Jungle | - Liar Liar - The Man Who Knew Too Little - The MatchMaker - McHale's Navy - Men in Black - Money Talks - MouseHunt - Mr. Magoo - Nothing to Lose - Orgazmo - Out to Sea - The Pest - The Real Blonde - RocketMan - Romy and Michele's High School Reunion - Six Ways to Sunday - Sprung - Trial and Error - Under Wraps - Vegas Vacation - Wag the Dog - Waiting for Guffman |

### 1998
| - Almost Heroes - Antz - Barney's Great Adventure - BASEketball - The Big Lebowski - A Bug's Life - Bulworth - Can't Hardly Wait - Celebrity - Dead Man on Campus - Dirty Work - Dr. Dolittle - Ernest in the Army - Free Enterprise - Hairshirt - The Hairy Bird - Half Baked - High Freakquency | - Holy Man - How to Make the Cruelest Month - The Impostors - Jack Frost - Major League: Back to the Minors - Mulan - A Night at the Roxbury - The Odd Couple II - Overnight Delivery - The Parent Trap - Pecker - The Rugrats Movie - Rush Hour - Rushmore - Safe Men - Six Days, Seven Nights - Stepmom - There's Something About Mary - Very Bad Things - The Waterboy - The Wedding Singer - The Wonderful Ice Cream Suit - Wrongfully Accused - You've Got Mail |

### 1999
| - American Pie - Analyze This - Austin Powers: The Spy Who Shagged Me - Being John Malkovich - Big Daddy - Blast from the Past - Bowfinger - But I'm a Cheerleader - Can of Worms - Chutney Popcorn - Coming Soon - Detroit Rock City - Deuce Bigalow: Male Gigolo - Dick - Dogma - Drop Dead Gorgeous - EDtv - Election - Galaxy Quest - Go - Happy, Texas | - K-911 - Life - Love Stinks - Man of the Century - Man on the Moon - Muppets from Space - Mystery Men - Mystery, Alaska - Office Space - The Out-of-Towners - Runaway Bride - A Saintly Switch - The Sex Monster - She's All That - SLC Punk - South Park: Bigger, Longer & Uncut - Stuart Little - Superstar - Teaching Mrs. Tingle - Toy Story 2 |

### 2000
- 100 Girls
- Loser
- Me, Myself & Irene
- Meet the Parents
- Miss Congeniality
- Nutty Professor II: The Klumps
- O Brother, Where Art Thou?
- The Original Kings of Comedy
- Ready to Rumble
- The Replacements
- Road Trip
- Rugrats in Paris: The Movie
- Scary Movie
- Shanghai Noon
- Snow Day
- The Specials
- What Women Want
- The Whole Nine Yards

### 2001
| - The American Astronaut - American Desi - American Pie 2 - America's Sweethearts - The Animal - Bandits - Beethoven's 4th - Black Knight - The Brothers - Bubble Boy - Cats & Dogs - Corky Romano - Down to Earth - Dr. Dolittle 2 - Elvira's Haunted Hills - Evolution - Festival in Cannes - Freddy Got Fingered - Get Over It - Heartbreakers - How High - Human Nature - Jay and Silent Bob Strike Back - Jimmy Neutron: Boy Genius - Joe Dirt - Josie and the Pussycats - Kate & Leopold - Kingdom Come - A Knight's Tale | - Legally Blonde - Living in Missouri - The Lost Skeleton of Cadavra - Lovely and Amazing - Made - Max Keeble's Big Move - Monkeybone - Monsters, Inc. - Not Another Teen Movie - One Night at McCool's - Out Cold - Pootie Tang - Rat Race - The Royal Tenenbaums - Rush Hour 2 - Saving Silverman - Scary Movie 2 - See Spot Run - Shallow Hal - Shrek - Spy Kids - Sugar & Spice - Title to Murder - Tomcats - Two Can Play That Game - The Wash - The Wedding Planner - Wet Hot American Summer - What's the Worst That Could Happen? - Zoolander |

### 2002
| - 40 Days and 40 Nights - About Schmidt - Adaptation. - The Adventures of Pluto Nash - American Girl - Analyze That - Austin Powers in Goldmember - The Banger Sisters - Barbershop - Big Fat Liar - Big Trouble - Boat Trip - Brown Sugar - Cherish - Chicago - The Country Bears - Death to Smoochy - Eight Crazy Nights - Eight Legged Freaks - Friday After Next - The Good Girl - Hey Arnold!: The Movie - Hollywood Ending - The Hot Chick - I Spy - Ice Age - Igby Goes Down - Jackass: The Movie | - Juwanna Mann - Kung Pow! Enter the Fist - Like Mike - Lilo & Stitch - The Master of Disguise - Men in Black II - Mr. Deeds - My Big Fat Greek Wedding - The New Guy - Orange County - Pumpkin - Punch-Drunk Love - Real Women Have Curves - The Santa Clause 2 - Scooby-Doo - Serving Sara - Showtime - The Singles Ward - Sorority Boys - Spy Kids 2: The Island of Lost Dreams - Stealing Harvard - Stuart Little 2 - Super Troopers - The Sweetest Thing - The Tuxedo - Undercover Brother - Van Wilder |

### 2003
| - Alex & Emma - American Wedding - Anger Management - Bad Boys II - Bad Santa - Beethoven's 5th - Big Fish - Bringing Down the House - Bruce Almighty - The Cat in the Hat - Charlie's Angels: Full Throttle - Cheaper by the Dozen - Cosmopolitan - Daddy Day Care - Death of a Dynasty - Deliver Us from Eva - Dickie Roberts: Former Child Star - Down with Love - Dumb and Dumberer: When Harry Met Lloyd - Duplex - Elf - The Fighting Temptations - Finding Nemo - G-Sale - George of the Jungle 2 - Good Boy! - A Guy Thing | - Head of State - Home Alone 4 - How to Lose a Guy in 10 Days - Kangaroo Jack - Legally Blonde 2: Red, White & Blonde - The Lizzie McGuire Movie - Looney Tunes: Back in Action - Lost in Translation - Love and Support - Malibu's Most Wanted - National Lampoon Presents Dorm Daze - National Lampoon's Gold Diggers - National Security - Old School - Pauly Shore Is Dead - Pirates of the Caribbean: The Curse of the Black Pearl - Rugrats Go Wild - Run Ronnie Run! - The Rundown - Scary Movie 3 - School of Rock - Shanghai Knights - Something's Gotta Give - Spy Kids 3-D: Game Over - Stuck on You - View from the Top - What a Girl Wants |

### 2004
| - 13 Going on 30 - 50 First Dates - After the Sunset - Along Came Polly - Anchorman: The Legend of Ron Burgundy - Around the World in 80 Days - Barbershop 2: Back in Business - The Big Bounce - Christmas with the Kranks - Club Dread - Connie and Carla - The Cookout - D.E.B.S. - A Dirty Shame - DodgeBall: A True Underdog Story - Employee of the Month - Envy - Eulogy - EuroTrip - Fat Albert - First Daughter - Garden State - Garfield: The Movie - The Girl Next Door - Harold & Kumar Go to White Castle - Home on the Range - I ♥ Huckabees - In Good Company - The Incredibles - Johnson Family Vacation - Knots - Kung Fu Hustle | - The Ladykillers - The Life Aquatic with Steve Zissou - Mean Girls - Meet the Fockers - Mr. 3000 - My Baby's Daddy - Napoleon Dynamite - New York Minute - Nora's Hair Salon - Ocean's Twelve - Saved! - Saving Star Wars - Scooby-Doo 2: Monsters Unleashed - Shark Tale - Shrek 2 - Sideways - Sleepover - Soul Plane - Spanglish - The SpongeBob SquarePants Movie - Starsky & Hutch - The Stepford Wives - Straight-Jacket - Surviving Christmas - Taxi - Team America: World Police - The Terminal - White Chicks - The Whole Ten Yards - Win a Date with Tad Hamilton! - Without a Paddle |

### 2005
| - The 40-Year-Old Virgin - Adam & Steve - American Pie Presents: Band Camp - Are We There Yet? - Bad News Bears - The Baxter - Beauty Shop - Bewitched - Broken Flowers - Charlie and the Chocolate Factory - Cheaper by the Dozen 2 - Chicken Little - Corpse Bride - Deuce Bigalow: European Gigolo - Dirty Deeds - Fever Pitch - Formosa - Fun with Dick and Jane - Guess Who - Herbie: Fully Loaded - Hitch - The Hitchhiker's Guide to the Galaxy - The Honeymooners - The Ice Harvest - In Her Shoes - In the Mix - Junebug - Just Friends - Just Like Heaven - Kicking & Screaming | - King's Ransom - Kiss Kiss, Bang Bang - The Longest Yard - A Lot like Love - Madagascar - The Man - Man of the House - Miss Congeniality 2: Armed and Fabulous - Monster-in-Law - Mr. & Mrs. Smith - Must Love Dogs - Never Been Thawed - The Pacifier - Pervert! - The Producers - Rebound - The Ringer - Robots - Rumor Has It - Shopgirl - Sky High - Son of the Mask - Southern Belles - The Thing About My Folks - Transamerica - Underclassman - Waiting... - Wannabe - Wedding Crashers |

### 2006
| - Accepted - The Alibi - American Dreamz - American Pie Presents: The Naked Mile - The Ant Bully - Art School Confidential - Artie Lange's Beer League - Barnyard - Beerfest - The Benchwarmers - Big Momma's House 2 - Borat: Cultural Learnings of America for Make Benefit Glorious Nation of Kazakhstan - The Break-Up - Caffeine - Cars - Church Ball - Clerks II - Click - Cow Belles - The Darwin Awards - Date Movie - Dave Chappelle's Block Party - Dedication - The Devil Wears Prada - Doogal - Employee of the Month - Flushed Away - Friends with Money - Garfield: A Tail of Two Kitties - Grandma's Boy - The Guatemalan Handshake - Happy Feet - The Holiday - Hood of Horror - Hoodwinked! | - Hoot - I Am a Sex Addict - Ice Age: The Meltdown - Idiocracy - Jackass Number Two - John Tucker Must Die - Just My Luck - Larry the Cable Guy: Health Inspector - Let's Go to Prison - Little Man - Little Miss Sunshine - My Super Ex-Girlfriend - Nacho Libre - Night at the Museum - The Night of the White Pants - Open Season - Over the Hedge - The Pink Panther - Pirates of the Caribbean: Dead Man's Chest - A Prairie Home Companion - Puff, Puff, Pass - RV - The Santa Clause 3: The Escape Clause - Scary Movie 4 - School for Scoundrels - The Shaggy Dog - She's the Man - Stick It - Stranger Than Fiction - Talladega Nights: The Ballad of Ricky Bobby - Tenacious D in The Pick of Destiny - Trailer Park Boys: The Movie - The Wild - You, Me and Dupree - Zoom |

### 2007
| - Alvin & the Chipmunks - Aqua Teen Hunger Force Colon Movie Film for Theaters - Are We Done Yet? - Balls of Fury - Bee Movie - Blades of Glory - The Brothers Solomon - Catch and Release - Chaos Theory - Code Name: The Cleaner - Daddy Day Camp - Dan in Real Life - The Darjeeling Limited - Enchanted - Evan Almighty - Good Luck Chuck - The Heartbreak Kid - Hot Rod - I Now Pronounce You Chuck & Larry - Juno | - Kickin' It Old Skool - Knocked Up - License to Wed - Meet Bill - Meet the Robinsons - Mr. Magorium's Wonder Emporium - Mr. Woodcock - No Reservations - Norbit - Pirates of the Caribbean: At World's End - Ratatouille - Reno 911!: Miami - Rush Hour 3 - Shrek the Third - The Simpsons Movie - Superbad - Surf's Up - The Ten - Walk Hard: The Dewey Cox Story - Wild Hogs |

### 2008
| - American Pie Presents: Beta House - Baby Mama - Be Kind Rewind - Bolt - College Road Trip - Definitely, Maybe - Disaster Movie - Drillbit Taylor - Extreme Movie - Forgetting Sarah Marshall - Get Smart - Ghost Town - Hamlet 2 - Harold - Harold & Kumar Escape from Guantanamo Bay - Horton Hears a Who! - Kung Fu Panda - Madagascar: Escape 2 Africa | - Meet Dave - Meet the Browns - Meet the Spartans - Nick & Norah's Infinite Playlist - Pineapple Express - Role Models - Run Fatboy Run - Semi-Pro - Sex and the City - Sex Drive - Step Brothers - Superhero Movie - Tropic Thunder - WALL-E - What Happens in Vegas - Wild Child - Yes Man - You Don't Mess with the Zohan - Zack and Miri Make a Porno |

### 2009
| - 17 Again - Adventureland - All About Steve - Alvin and the Chipmunks: The Squeakquel - American High School - Away We Go - Bandslam - Bride Wars - The Brothers Bloom - Brüno - Confessions of a Shopaholic - Couples Retreat - Dance Flick - Duplicity - Extract - Fanboys - Fantastic Mr. Fox - Fired Up! - Funny People - G-Force - Gentlemen Broncos - Ghosts of Girlfriends Past - The Hangover - Hannah Montana: The Movie - He's Just Not That Into You - Hotel for Dogs - I Love You, Beth Cooper - I Love You, Man - I Love You Phillip Morris - Ice Age: Dawn of the Dinosaurs - Imagine That - Janky Promoters | - Land of the Lost - Leaves of Grass - Madea Goes to Jail - The Maiden Heist - Miss March - Monsters vs. Aliens - New in Town - Next Day Air - Night at the Museum: Battle of the Smithsonian - Observe and Report - Old Dogs - Paper Heart - Paul Blart: Mall Cop - The Pink Panther 2 - Planet 51 - Post Grad - The Princess and the Frog - Princess Protection Program - The Proposal - Race to Witch Mountain - Ratko: The Dictator's Son - The Rebound - Shorts - Sunshine Cleaning - Taking Woodstock - The Ugly Truth - Up - Year One |

### 2010
| Film                        | Co-production with                                                | Distributor                         | Released        |
| 2010                        | 2010                                                              | 2010                                | 2010            |
| --------------------------- | ----------------------------------------------------------------- | ----------------------------------- | --------------- |
| Date Night                  | 21 Laps Entertainment Dune Entertainment                          | 20th Century Fox                    | 9 April 2010    |
| Death at a Funeral          |                                                                   | Screen Gems                         | 16 April 2010   |
| Despicable Me               | Illumination Entertainment                                        | Universal Pictures                  | 9 July 2010     |
| Dinner for Schmucks         | DreamWorks Pictures Spyglass Entertainment Reliance Entertainment | Paramount Pictures                  | 30 July 2010    |
| Due Date                    | Legendary Pictures                                                | Warner Bros.                        | 5 November 2010 |
| Easy A                      | Olive Bridge Entertainment                                        | Screen Gems                         |                 |
| Furry Vengeance             | Participant Media Imagenation Abu Dhabi                           | Summit Entertainment                |                 |
| Get Him to the Greek        | Relativity Media Spyglass Entertainment                           | Universal Pictures                  |                 |
| Grown Ups                   | Relativity Media Happy Madison Productions                        | Columbia Pictures                   |                 |
| Gulliver's Travels          | Dune Entertainment Davis Entertainment                            | 20th Century Fox                    |                 |
| Hot Tub Time Machine        | Metro-Goldwyn-Mayer Pictures Lakeshore Entertainment              | 20th Century Fox                    |                 |
| Kick-Ass                    | Marv Films Plan B                                                 | Lionsgate                           |                 |
| Little Fockers              | DW Studios Relativity Media Tribeca Productions                   | Universal Pictures                  |                 |
| Machete                     | Troublemaker Studios Dune Entertainment                           | 20th Century Fox                    |                 |
| Megamind                    | DreamWorks Animation                                              | Paramount Pictures                  |                 |
| The Other Guys              | Gary Sanchez Productions                                          | Columbia Pictures                   |                 |
| Scott Pilgrim vs. the World |                                                                   | Universal Pictures                  |                 |
| The Spy Next Door           | Relativity Media                                                  | Lionsgate                           |                 |
| When in Rome                | Touchstone Pictures                                               | Walt Disney Studios Motion Pictures |                 |
| She's Out of My League      | DreamWorks Pictures                                               | Paramount Pictures                  |                 |
| Shrek Forever After         | DreamWorks Animation                                              | Paramount Pictures                  |                 |
| Tangled                     | Walt Disney Animation Studios                                     | Walt Disney Studios Motion Pictures |                 |
| Toy Story 3                 | Pixar Animation Studios                                           | Walt Disney Studios Motion Pictures |                 |
| Vampires Suck               | Regency Enterprises                                               | 20th Century Fox                    |                 |
| Yogi Bear                   |                                                                   | Warner Bros.                        |                 |
| Youth in Revolt             | Shangri-La Entertainment                                          | Dimension Films                     |                 |

### 2011
| - 30 Minutes or Less - Alvin and the Chipmunks: Chipwrecked - Bad Teacher - Big Mommas: Like Father, Like Son - Bridesmaids - Cars 2 - The Change-Up - Crazy, Stupid, Love - The Dilemma - Hall Pass - The Hangover Part II - Horrible Bosses | - Jack and Jill - Just Go with It - Madea's Big Happy Family - Mr. Popper's Penguins - Our Idiot Brother - Paul - Rio - Spy Kids: All the Time in the World - Stonerville - A Very Harold & Kumar 3D Christmas - Winnie the Pooh - Your Highness |

### 2012
| - 21 Jump Street - American Reunion - Bachelorette - The Campaign - Dark Shadows - The Dictator - For a Good Time, Call... - The Guilt Trip - Here Comes the Boom - Hotel Transylvania - Madagascar 3: Europe's Most Wanted - Madea's Witness Protection - Men in Black 3 | - Parental Guidance - Pitch Perfect - Project X - Seven Psychopaths - Silver Linings Playbook - Ted - That's My Boy - This Is 40 - This Means War - Wanderlust - The Watch - Wreck-It Ralph |

### 2013
| - 21 and Over - Admission - Anchorman 2: The Legend Continues - Bad Milo! - The Croods - Despicable Me 2 - Don Jon - Frozen - Grown Ups 2 - The Hangover Part III - A Haunted House - The Heat - Her - Identity Thief - In a World... | - The Incredible Burt Wonderstone - The Internship - Jackass Presents: Bad Grandpa - Kick-Ass 2 - Last Vegas - Machete Kills - A Madea Christmas - Monsters University - Movie 43 - Pain & Gain - R.I.P.D. - Scary Movie 5 - The Starving Games - This Is the End - Warm Bodies - We're the Millers |

### 2014
| - 22 Jump Street - About Last Night - Adult Beginners - Annie - Bad Words - Big Hero 6 - Birdman - Chef - Dumb and Dumber To - The Grand Budapest Hotel - A Haunted House 2 - Horrible Bosses 2 - The Interview - The Lego Movie - Let's Be Cops - Life After Beth - A Million Ways to Die in the West | - Mr. Peabody & Sherman - Muppets Most Wanted - Neighbors - Night at the Museum: Secret of the Tomb - The Nut Job - Obvious Child - The Other Woman - Paddington - Penguins of Madagascar - Ride Along - Rio 2 - Search Party - Sex Tape - The Skeleton Twins - Someone Marry Barry - St. Vincent - Tammy - They Came Together - Top Five |

### 2015
| - Absolutely Anything - Alvin and the Chipmunks: The Road Chip - Daddy's Home - Entourage - Get Hard - The Good Dinosaur - Goosebumps - Hot Pursuit - Hot Tub Time Machine 2 - Hotel Transylvania 2 - Inside Out - Kitchen Sink - Krampus - The Last 5 Years - Love, Rosie - The Man from U.N.C.L.E. - Minions | - Mortdecai - The Night Before - The Overnight - Paul Blart: Mall Cop 2 - The Peanuts Movie - Pitch Perfect 2 - Pixels - Rock the Kasbah - Scouts Guide to the Zombie Apocalypse - Sisters - The SpongeBob Movie: Sponge Out of Water - Spy - Ted 2 - Trainwreck - The Wedding Ringer - Vacation - What We Do in the Shadows |

### 2016
| - Absolutely Fabulous: The Movie - The Angry Birds Movie - Bad Moms - Bad Santa 2 - Boo! A Madea Halloween - The Boss - The Bounce Back - Bridget Jones's Baby - The Bronze - Café Society - Central Intelligence - Deadpool - The Edge of Seventeen - Everybody Wants Some!! - Finding Dory - Ghostbusters - Hail, Caesar! - Hello, My Name is Doris - How to Be Single - Ice Age: Collision Course - Joshy | - Keanu - Keeping Up with the Joneses - Kung Fu Panda 3 - La La Land - Masterminds - Moana - My Blind Brother - Neighbors 2: Sorority Rising - Nerdland - Norm of the North - Office Christmas Party - Sausage Party - The Secret Life of Pets - Sing - Storks - Trolls - War Dogs - Why Him? - Zoolander 2 - Zootopia |

### 2017
| - Baby Driver - A Bad Moms Christmas - Baywatch - The Big Sick - Boo 2! A Madea Halloween - The Boss Baby - Captain Underpants: The First Epic Movie - Cars 3 - CHiPs - Coco - Daddy's Home 2 - Dean - Despicable Me 3 - Diary of a Wimpy Kid: The Long Haul - A Dog's Purpose - The Emoji Movie - Father Figures - Ferdinand - Fist Fight | - Girls Trip - Going in Style - Happy Death Day - The House - How to Be a Latin Lover - I, Tonya - Jumanji: Welcome to the Jungle - Kingsman: The Golden Circle - The Lego Batman Movie - The Lovers - Monster Trucks - My Entire High School Sinking Into the Sea - Pitch Perfect 3 - Rough Night - Smurfs: The Lost Village - Snatched - Wilson |

### 2018
| - Action Point - Blockers - Blindspotting - Book Club - Boundaries - Can You Ever Forgive Me? - Christopher Robin - Crazy Rich Asians - Deadpool 2 - Game Night - Goosebumps 2: Haunted Halloween - The Grinch - Gringo - The Happytime Murders - Holmes and Watson - Hotel Transylvania 3: Summer Vacation - I Feel Pretty - Incredibles 2 - Instant Family - Johnny English Strikes Again | - Life of the Party - Mamma Mia! Here We Go Again - Mary Poppins Returns - Night School - Nobody's Fool - The Nutcracker and the Four Realms - The Oath - Ocean's 8 - Overboard - Paddington 2 - Ralph Breaks the Internet - Second Act - Sherlock Gnomes - Show Dogs - The Spy Who Dumped Me - Super Troopers 2 - Tag - Teen Titans Go! To the Movies - Tully - Uncle Drew |

### 2019
| - Abominable - The Addams Family - Aladdin - The Angry Birds Movie 2 - Booksmart - Call of the Wild - Cats - Dumbo - Fighting with My Family - Frozen 2 - Good Boys - Happy Death Day 2U - How to Train Your Dragon: The Hidden World - The Hustle - Isn't It Romantic - The Kitchen - The Lego Movie 2: The Second Part - Last Christmas - Late Night - Limited Partners - The Lion King | - Little - Long Shot - A Madea Family Funeral - Men in Black International - Missing Link - Pokémon: Detective Pikachu - Poms - The Secret Life of Pets 2 - Shazam! - Sonic the Hedgehog - Spies in Disguise - Stuber - Super Intelligence - Toy Story 4 - UglyDolls - What Men Want - Where'd You Go, Bernadette - Wonder Park - Yesterday - Zombieland 2 - Untitled Jumanji third film |

## Vezi și
- Listă de filme americane